# Ann Hui
Ann Hui On-Wah (許鞍華, Pinyin: Xǔ Ānhuá, Hepburn: Kyo Anka, Anshan, Manchuria, 23 de mayo de 1947) es una cineasta hongkonesa de la nueva ola del cine de Hong Kong. En 2020 recibió el premio León de Oro de Venecia en su Festival de Cine Internacional a toda su trayectoria.

## Infancia y juventud
Hui nació en Anshan, Manchuria, hija de padre chino de la Etnia han y madre japonesa. La familia se desplazó a Macao y luego a Hong Kong cuando ella contaba cinco años. Se graduó en lengua y literatura inglesa en la Universidad de Hong Kong en 1972, tras lo cual se desplazó a Londres donde estudió dos años en la London International Film School. Regresó a Hong Kong en 1975, comenzando a trabajar para TVB como directora, realizando series y documentales en 16 mm y como asistente de King Hu. Su obra más prominente en esta época es Boy From Vietnam (1978), primera de la trilogía de películas sobre Vietnam.

## De la televisión al cine
Hui dejó de trabajar para la televisión en 1979, y realizó su primera película, The Secret, un thriller basado en un caso de asesinato real protagonizado por la taiwanesa Sylvia Chang, que fue bien recibida por crítica y público. En 1981 dirigió The Spooky Bunch su primera experiencia con las historias de fantasmas y The Story of Woo Viet con la que continuaba su trilogía Vietnamita. Hui experimentó con los efectos especiales y con las angulaciones, aunque sus siguientes películas se centran más en asuntos políticos y sociales. Boat People (1982), la tercera parte de la trilogía, es el más conocido de sus primeros largometrajes. En él examina las dificultades económicas y sociales de los vietnamitas tras la Guerra de Vietnam.
A mediados de los años 1980, Hui continuó haciendo películas aclamadas por la crítica, como Love in a Fallen City (1984), basada en una novela de Eileen Chang, o las dos partes del Wuxia basado en la novela de Louis Cha The Book and the Sword: The Romance of the Book and Sword (1987) y Princess Fragrance (1987). En 1990 realizó la semiautobiográfica The Song of Exile, en la que muestra la pérdida de la identidad y la desorientación de una madre exiliada y su hija al chocar con la cultura y la historia del país que las recibe.
Hui dejó de producir películas durante un breve periodo de tiempo en el que trabajó principalmente para la televisión, tras lo cual volvió al cine con películas como Summer Snow (1995), Eighteen Springs (1997), en la cual adapta otra novela de Eileen Chang, Ordinary Heroes (1999), con la que ganó el Caballo de Oro, July Rhapsody (2002), y Jade Goddess of Mercy (2003), adaptación de una novela de Hai Yan.

## Filmografía
- The Secret (1979)
- The Spooky Bunch (1980)
- The Story of Woo Viet (1981)
- Boat People (1982)
- Love in a Fallen City (1984)
- The Romance of Book and Sword (1987)
- Princess Fragrance (1987)
- Starry Is the Night (1988)
- Song of the Exile (1990)
- Swordsman (1990)
- My American Grandson (1990)
- Zodiac Killers (1991)
- Boy and His Hero (1993)
- Summer Snow (1995)
- The Stunt Woman (1996)
- Eighteen Springs (1997)
- As Time Goes By (1997)
- Ordinary Heroes (1999)
- Visible Secret (2001)
- July Rhapsody (2002)
- Jade Goddess of Mercy (2003)
- The Postmodern Life of My Aunt (2006)
- Una vida sencilla (2011)

## Premios y distinciones
Festival Internacional de Cine de Venecia
| Año  | Categoría                        | Trabajo nominado  | Resultado |
| ---- | -------------------------------- | ----------------- | --------- |
| 2011 | Premio SIGNIS - Mención especial | Una vida sencilla | Ganadora  |
| 2011 | Premio P. Nazareno Taddei        | Una vida sencilla | Ganadora  |
| 2011 | Premio Equal Opportunity         | Una vida sencilla | Ganadora  |
| 2011 | Premio Gianni Astrei             | Una vida sencilla | Ganadora  |